# Morning Wave
『Morning Wave』（モーニングウェーブ）は、2014年3月31日から2016年3月31日までKBCラジオで放送された、平日朝の生ワイド番組である。

## 概要
KBCラジオの放送エリアの福岡・佐賀の朝を「“爽やか”に、“豊か”に彩る」情報エンターテインメント番組。
「今の世の中の動きが分かる」をコンセプトに、「政治・経済・社会・スポーツ・エンタメ」の話題や情報を、日替わりコメンテーターを交えて、深く掘り下げながら伝える。
番組開始当初は2時間の生ワイド番組だったが、2015年9月28日から放送時間が30分繰り上がって、6:30からの2時間30分のワイド番組になった（前番組の『武内裕之That's On Time』の放送時間に回帰することになる）。
2016年3月31日をもって、この番組が終わることになった。後番組は『川上政行 朝からしゃべりずき!』で平日6時30分から9時30分までの放送枠になる。

## 放送時間
- 月曜 - 金曜 7:00 - 9:00（2014年3月31日 - 2015年9月25日）
- 月曜 - 金曜 6:30 - 9:00（2015年9月28日 - 2016年3月31日）

## 出演者

### パーソナリティ
月曜・火曜（2015年9月28日 - ）
- 椎葉ユウ（2014年4月4日 - ）番組開始から1年半は金曜のみ。
- 平川尚子（KBCアナウンサー、2015年9月28日 - ）

水曜 - 金曜（2015年9月30日 - ）
- 田上和延（KBCアナウンサー、2015年9月30日 - ）
- 増田優香子（KBCアナウンサー、2015年9月30日 - ）

#### 過去
月曜 - 木曜（2014年3月31日 - 2015年9月24日）
- 林田真心子（2014年3月31日 - 2015年9月24日）

金曜（2014年4月4日 - 2015年9月25日）
- ミカエラ・ブレスウェート（2014年4月4日 - 2015年9月25日）

### コメンテーター
- 星浩（月）
- 大野和基（火）
- 須田慎一郎（水）
- 和泉昭子（木）
- 原岡薫（金）

## タイムテーブル（2015年9月28日から）
- 6:30：オープニング
- 6:40：ENEOSプレゼンツ あさナビ
- 6:50：KBC朝日新聞ニュース
- 6:52：KBC天気予報
- 7:00：今朝の三枚おろし～スポーツナビ（福岡出身の武田鉄矢がパーソナリティの文化放送「今朝の三枚おろし」を差し替え、CMのみネット）
- 7:15：ニュース・クローズアップ（『お早うネットワーク』の企画ネットパート）
- 7:25：インサイド・トピックス
- 7:35：KBC交通情報
- 7:38：島田洋七の朝から言わせろ!!
- 7:48：ニュース・ピックアップ
- 7:54：KBC朝日新聞ニュース
- 7:57：KBC天気予報
- 8:03：KBC交通情報
- 8:05：スポーツ＆エンタメ
- 8:15：スズキ・ハッピーモーニング 鈴木杏樹のいってらっしゃい（ニッポン放送制作）
- 8:24：ニュースナビ
- 8:30：KBC交通情報
- 8:33：Nagahama Wave
- 8:40：ラジオショッピング
- 8:50：KBC朝日新聞ニュース
- 8:53：KBC天気予報
- 8:55：エンディング